# 稲畑人形
稲畑人形（いなはたにんぎょう）は、兵庫県丹波市氷上町稲畑で作られる土人形。江戸末期に、赤井若太郎忠常により、作り始められた。兵庫県伝統工芸品指定、丹波市重要無形文化財指定。

## 概要
1846年（弘化3年）丹波市氷上町稲畑に暮らしていた赤井若太郎忠常が、京都の伏見人形の美しさに感動し、模して作り始めたと伝わる。制作に使われる粘土は「赤井粘土」とも呼ばれ、きめ細かく粘りが強い、美しい青色の粘土で、これを用いて作られた人形は親しみやすい素朴さを特徴とする。経済的事情でひな人形を買うのが難しい農民たちがひな祭りを祝えるよう、若太郎忠常が作り始めたといわれる。一般的なひな人形は男びなと女びなが対であるが、稲畑人形は赤い装束を身にまとった「練天神」1体を飾って祝う。子どもが賢く、健やかに育つようにと、練天神は菅原道真をモデルにしている。代表格は前述の「練天神」だが、その他、お多福、舞妓、金太郎をモチーフとしたものなど約200余種がある。明治時代に最盛期を迎え、農閑期の副業に集落内の7，8軒で作られ、播州や但馬方面にまで広く売られていた。
1958年（昭和33年）に、3代目赤井若太郎直道が亡くなってからは、一時人形作りも途絶えていたが、現在の5代目赤井君江が嫁いだ後に、直道夫人が4代目を継ぎ復活。君江が手伝うようになり5代目に。丹波地方には初節句に天神の土人形を贈る風習があるが、近年では合格祈願を目的とすることが多くなった。
明治時代にはすでに、宮内庁御用達となり、ベルギーやアメリカへも輸出され世界的にも名声を博した。

## 5代目赤井君江
現在は5代目赤井君江が伝統技術を継承し、人形製作教室を開催するなどして、技術の保存及び伝承に取り組んでいる。
君江は、1934年（昭和9年）に3代目の赤井若太郎直道の5女として生まれ、高校生の頃から、父の人形制作を手伝い始め、その後は小学校教諭として熱心な教育活動を行いながら、稲畑人形の制作に情熱を傾け、1981年（昭和56年）の神戸ポートアイランド博覧会実演、1982年（昭和57年）皇太子夫妻の前での実演、この時、丹波へ来た当時の皇太子から、『あなたは教師をしながら伝統文化を継承なさって、大変ご苦労でしょうが、がんばってくださいね』と声をかけられたことで、人形作りを継承することへの志を強くする。
稲畑人形には『饅頭食い』という人形があるが、これは2つに割った饅頭を持っている。これはお父さんとお母さんのどっちが好きかと問われた子供が、饅頭をポンを2つに割って、どっちも同じ味だからどっちも好きだと答えたことを表している。君江がこの人形の種（型をとる原型の人形）を作った当時、20歳になっていた次男の幼い頃の表情にたいへんも似ていた。君江は、次男には赤井家を継いで欲しいと願っていたが、10日もたたないうちに、次男を事故で亡くしてしまう。涙も出ずに茫然と1週間を過ごしたころ、はっと我に帰り、受け持ちの教室に戻ったところ、子供たちが『僕らが先生の子供になる』といって抱きついてきた。その時に初めて君江は涙を流す。君江が子供たちを愛し、その成長を願う気持ちは、このときから一層強くなり、稲畑人形にも、深い感情がより一層込められるようになったという。38年10か月の教員生活ののち、稲畑人形教室を主宰し、その伝統を伝えている。
1985年（昭和60年）淡路「くにうみの祭典」に出品のほか、多数の博物館に作品を寄贈。1994年（平成6年）氷上町重要無形文化財保持者。兵庫教育文化研究所・協力研究所員。「稲畑人形教室」主宰。
2019年には、3月2日‐6日の5日間、沼貫交流館（丹波市氷上町）において、君江や稲畑人形保存会、沼貫地区自治振興会主催により、「稲畑人形のお雛祭り展」（神戸新聞社など後援）が開催された。稲畑人形だけを集めたひな祭り展は、初の試みであった。君江制作の稲畑人形は氷上町稲畑の「香陽館」で鑑賞できる。